# Leo Santa Cruz
Leodegario Santa Cruz (nacido el 10 de agosto, de 1988 en Huetamo, Michoacán, México) es un boxeador profesional mexicano. Santa Cruz fue campeón de la IBF de Peso Gallo, campeón de la WBC de Peso Supergallo, campeón de la WBA de peso súperpluma.

## Carrera amateur
Leodegario tuvo un récord amateur de 148-7, y con tan solo 15 años de edad ganó una medalla de oro en el Campeonato Mundial Amateur.

## Carrera profesional
El 21 de octubre de 2010, Santa Cruz derrotó al veterano James Owens en el Martin's Valley Mansion en Cockeysville, Maryland.
En marzo de 2011, Santa Cruz noqueó al veterano Stephane Jamoye ganando el Campeonato vacante de la WBC Mundial de la Juventud de peso gallo.

### Campeonato Peso Gallo de la IBF
El 2 de junio de 2012, Santa Cruz derrotó al Africano Vusi Malinga para ganar el Campeonato Mundial de Peso Gallo de la IBF. Esta lucha fue televisada. Luego de ganar el cinturón de la IBF, Santa Cruz defendió su título ante Morel, Zaleta y Guevara para terminar el 2012 con 5 victorias incluyendo 3 defensas por el título. Su última pelea fue ante Guevara, quien regresaba al circuito luego de estar 15 años inactivo en la CBS.
El 12 de febrero de 2013, Santa Cruz dejó vacante su título de peso gallo de la IBF, para moverse a la categoría Peso Pluma Junior.

### Campeonato de Peso Super Gallo de la WBC
Santa Cruz derrotó al campeón Victor Terrazas en el tercer round con un TKO, haciéndose con el Campeonato de Peso Supergallo de la WBC, el 24 de agosto de 2013.

### Contra Frampton
El 30 de julio de 2016 en Brooklyn, enfrenta al invicto Carl Frampton, en defensa de su título de supercampeón de la WBA. Durante los primeros asaltos, la potencia y habilidad de Frampton ayudarían a que este se viera superior durante el combate, y para la segunda mitad, Santa Cruz demostraría su mejor estado físico y sería superior en la pelea. Finalmente el combate iría a las tarjetas, donde Frampton ganarían con una controvertida decisión mayoritaria, para así rebatarle el título y el invicto al mexicano.

## Récord profesional
| 38 Ganadas (19 KOs), 2 Derrotas y 1 Empate |        |                     |      |               |            |                                                                    | |
| Res.                                       | Récord | Oponente            | Tipo | Rd., Tiempo   | Datos      | Localidad                                                          | Notas |
| G                                          | 38-2-1 | Keenan Carbajal     | UD   | (12)          | 05-02-2023 | Mandalay Bay Resort & Casino, Nevada                               | |
| D                                          | 37-2-1 | Gervonta Davis      | KO   | 6 (12), 2:40  | 31-10-2020 | Alamodome, San Antonio                                             | Pierde el Título Mundial de la Super WBA del peso superpluma. Por el título mundial de la WBA del peso ligero. |
| G                                          | 37-1-1 | Miguel Flores       | UD   | 12            | 23-11-2019 | MGM Grand Garden Arena, Paradise, Nevada                           | Gana el Título Mundial vacante de la Super WBA del peso superpluma.                                            |
| G                                          | 36-1-1 | Rafael Rivera       | UD   | 12            | 16-02-2019 | Microsoft Theater, Los Ángeles, California                         | Retiene el Título Mundial de Supercampeón WBA en peso pluma.                                                   |
| G                                          | 35-1-1 | Abner Mares         | UD   | 12            | 09-06-2018 | Staples Center, Los Ángeles                                        | Retiene el Título Mundial de Supercampeón WBA en peso pluma.                                                   |
| G                                          | 34-1-1 | Chris Avalos        | KO   | 8 (12), 1:34  | 14-10-2017 | StubHub Center, Carson, California                                 | Retiene el Título Mundial de Supercampeón WBA en peso pluma.                                                   |
| G                                          | 33-1-1 | Carl Frampton       | MD   | 12            | 28-01-2017 | MGM Grand Garden Arena, Paradise, Nevada                           | Gana el Título Mundial de Supercampeón WBA en peso pluma.                                                      |
| D                                          | 32-1-1 | Carl Frampton       | MD   | 12            | 30-07-2016 | Barclays Center, Brooklyn, Nueva York                              | Pierde el Título Mundial de Supercampeón WBA en peso pluma.                                                    |
| G                                          | 32-0-1 | Kiko Martínez       | TKO  | 5 (12), 2:09  | 27-02-2016 | Staples Center, Los Ángeles, California                            | Retiene el Título Mundial de Supercampeón WBA en peso pluma.                                                   |
| G                                          | 31-0-1 | Abner Mares         | MD   | 12            | 29-08-2015 | Staples Center, Los Ángeles, California                            | Gana el Título Mundial de Supercampeón WBA en peso pluma.                                                      |
| G                                          | 30-0-1 | José Cayetano       | UD   | 10            | 03-05-2015 | MGM Grand Las Vegas, Las Vegas, Nevada                             | Pelea en peso pluma.                                                                                           |
| G                                          | 29-0-1 | Jesús Ruiz          | TKO  | 8 (12), 0:29  | 17-1-2015  | MGM Grand Las Vegas, Las Vegas, Nevada                             | Retuvo el título de Peso Supergallo de la WBC.                                                                 |
| G                                          | 28-0-1 | Manuel Roman        | KO   | 2 (12), 0:55  | 13-9-2014  | MGM Grand Las Vegas, Las Vegas, Nevada                             | Retuvo el título de Peso Supergallo de la WBC.                                                                 |
| G                                          | 27-0-1 | Cristian Mijares    | UD   | 12            | 8-3-2014   | MGM Grand Las Vegas, Las Vegas, Nevada                             | Retuvo el título de Peso Supergallo de la WBC.                                                                 |
| G                                          | 26-0-1 | Cesar Seda          | UD   | 12            | 14-12-2013 | Alamodome, San Antonio, Texas                                      | Retuvo el título de Peso Supergallo de la WBC.                                                                 |
| G                                          | 25-0-1 | Victor Terrazas     | TKO  | 3 (12), 2:09  | 24-8-2013  | StubHub Center , Carson , California                               | Ganó el título de Peso Supergallo de la WBC.                                                                   |
| G                                          | 24-0-1 | Alexander Muñoz     | TKO  | 5 (10), 1:56  | 5-4-2013   | MGM Grand Las Vegas, Las Vegas, Nevada                             | Ganó el título vacante de Peso Supergallo de la USBA.                                                          |
| G                                          | 23-0-1 | Alberto Guevara     | UD   | 12            | 15-12-2012 | Los Angeles Memorial Sports Arena, Los Ángeles, California         | Retuvo el título de Peso gallo de la IBF.                                                                      |
| G                                          | 22-0-1 | Víctor Zaleta       | TKO  | 9 (12), 1:42  | 10-11-2012 | Staples Center, Los Ángeles, California                            | Retuvo el título de Peso gallo de la IBF.                                                                      |
| G                                          | 21-0-1 | Eric Morel          | RTD  | 5 (12), 3:00  | 15-9-2012  | StubHub Center , Carson , California                               | Retuvo el título de Peso gallo de la IBF.                                                                      |
| G                                          | 20-0-1 | Vusi Malinga        | UD   | 12            | 2-6-2012   | MGM Grand Las Vegas, Las Vegas, Nevada                             | Ganó el título vacante de Peso gallo de la IBF.                                                                |
| G                                          | 19-0-1 | Alejandro Hernández | UD   | 4 (10), 0:10  | 21-1-2012  | Bodega Del Boxeo, Ensenada, Baja California                        | |
| G                                          | 18-0-1 | Jorge Romero        | TKO  | 3 (8), 1:10   | 26-11-2011 | Monumental Plaza de Toros, México, D. F., Distrito Federal         | |
| G                                          | 17-0-1 | Everth Briceno      | TKO  | 11 (12), 1:58 | 30-7-2011  | International Center, Mazatlán, Sinaloa                            | Retuvo el título Mundial Int. de Juventud de Peso gallo de la WBC.                                             |
| G                                          | 16-0-1 | Jose López          | KO   | 5 (8), 2:35   | 3-6-2011   | Fantasy Springs Resort Casino, Indio, California                   | Retuvo el título Mundial Int. de Juventud de Peso gallo de la WBC.                                             |
| G                                          | 15-0-1 | Stephane Jamoye     | KO   | 6 (10)        | 26-3-2011  | El Nido de los Halcones-Instituto de la Juventud, Xalapa, Veracruz | Ganó el título Mundial Int. de Juventud de Peso gallo de la WBC.                                               |
| G                                          | 14-0-1 | James Owens         | TKO  | 1 (6), 1:14   | 21-10-2010 | Martin's Valley Mansion, Cockeysville, Maryland                    | |
| G                                          | 13-0-1 | José Ángel Cota     | TKO  | 3 (8), 1:35   | 3-6-2010   | Commerce Casino, Commerce, California                              | |
| G                                          | 12-0-1 | Juan Jose Beltran   | TKO  | 3 (8), 2:17   | 3-6-2010   | Commerce Casino, Commerce, California                              | |
| G                                          | 11-0-1 | Julio Valadez       | KO   | 1 (6), 1:22   | 3-11-2009  | Commerce Casino, Commerce, California                              | |
| G                                          | 10-0-1 | Robert DaLuz        | UD   | 6             | 22-8-2009  | Pala Casino Resort and Spa, Pala, California                       | |
| G                                          | 9-0-1  | Jonathan Velardez   | UD   | 6             | 10-7-2009  | Reno Events Center, Reno, Nevada                                   | |
| G                                          | 8-0-1  | Jose García Bernal  | UD   | 6             | 7-3-2009   | Valencia Ballroom, York, Pensilvania                               | |
| G                                          | 7-0-1  | Adrian Alemán       | UD   | 4             | 19-9-2008  | Buffalo Bill's, Primm, Nevada                                      | |
| G                                          | 6-0-1  | Gino Escamilla      | UD   | 6             | 25-7-2008  | Hard Rock Hotel & Casino, Las Vegas, Nevada                        | |
| G                                          | 5-0-1  | Daniel Quevedo      | UD   | 4             | 28-3-2008  | Industry Hills Expo Center, Industry, California                   | |
| G                                          | 4-0-1  | Jose Pacheco        | KO   | 2 (4), 1:06   | 4-1-2008   | Alameda Swap Meet, Los Ángeles, California                         | |
| G                                          | 3-0-1  | Elton Dharry        | UD   | 4             | 23-11-2007 | Morongo Casino, Resort & Spa, Cabazon, California                  | |
| G                                          | 2-0-1  | Joseph Rios         | UD   | 4             | 5-10-2007  | Cliff Castle Casino, Camp Verde, Arizona                           | |
| E                                          | 1-0-1  | Rodrigo Hernández   | MD   | 4             | 5-1-2007   | Dickerson's Event Center, Las Cruces, Nuevo México                 | |
| G                                          | 1-0    | Pedro Silva         | KO   | 2 (4), 1:56   | 13-10-2006 | Palo Duro Golf Club, Nogales, Arizona                              | Debut profesional.                                                                                             |

## Títulos
- Campeón Mundial de peso gallo IBF
- Campeón Mundial de peso supergallo CMB
- Campeón Mundial de peso pluma WBA (2)
- Campeón Mundial de peso superpluma WBA